# Ségura
Ségura é uma comuna francesa na região administrativa de Occitânia, no departamento de Ariège. Estende-se por uma área de 8,77 km². Em 2010 a comuna tinha 192 habitantes (densidade: 21,9 hab./km²).